# Liste der denkmalgeschützten Objekte in Prägraten am Großvenediger
Die Liste der denkmalgeschützten Objekte in Prägraten am Großvenediger enthält die 11 unbeweglichen denkmalgeschützten Objekte der Gemeinde Prägraten am Großvenediger.

## Denkmäler
| Foto |                 | Denkmal                                                                              | Standort                                                             | Beschreibung | Metadaten |
| ---- | --------------- | ------------------------------------------------------------------------------------ | -------------------------------------------------------------------- | --- | --- |
| ja   | Datei hochladen | Kapelle Hl. Geist HERIS-ID: 6653 Objekt-ID: 2533 TKK: 16545                          | Bichl 1e, in der Nähe Standort KG: Prägraten am Großvenediger        | Die Barockkapelle in Bichl stammt aus dem 17. Jahrhundert, wobei das Gebäude 1752 erweitert wurde. | BDA-Hist.: Q1728478 Status: § 2a Stand der BDA-Liste: 2025-06-30 Name: Kapelle Hl. Geist GstNr.: 2915 |
| ja   | Datei hochladen | Kapelle hl. Josef HERIS-ID: 6663 Objekt-ID: 2543 TKK: 16551                          | bei Bobojach 12 Standort KG: Prägraten am Großvenediger              | Die Kapelle in Bobojach wurde 1760 anstelle eines abgebrannten Knappenhäusl/Gebetsstöckl erbaut und 1762 geweiht. 1803 erhielt die Kapelle einen Turm. Das Altarbild zeigt den heiligen Josef an einem Tisch sitzend mit dem Kind auf dem Schoß. | BDA-Hist.: Q1706254 Status: § 2a Stand der BDA-Liste: 2025-06-30 Name: Kapelle hl. Josef GstNr.: 2323 Josefskapelle Bobojach                                                                             |
| ja   | Datei hochladen | St. Sebastian und Krisantenkapelle HERIS-ID: 6654 Objekt-ID: 2534 TKK: 16546         | Hinterbichl 14, in der Nähe Standort KG: Prägraten am Großvenediger  | Die Kapelle befindet sich an der Ortseinfahrt von Hinterbichl und wurde 1710 errichtet. Nach einer Erweiterung 1759 und der Konsekration 1763 erfolgte 1879 ein Umbau und die neuerliche Weihe. Der Altar der Kapelle stammt aus der Zeit um 1770. | BDA-Hist.: Q37921573 Status: § 2a Stand der BDA-Liste: 2025-06-30 Name: St. Sebastian und Krisantenkapelle GstNr.: 3057 Sankt Crysanth und Sebastian (Hinterbichl, Prägraten am Großvenediger)           |
| ja   | Datei hochladen | Kapelle Maria vom Guten Rat (Eggerkapelle) HERIS-ID: 6655 Objekt-ID: 2535 TKK: 16547 | bei Hinterbichl 18 Standort KG: Prägraten am Großvenediger           | Die Kapelle zum Guten Rat gehört zum Groderhof in Hinterbichl und wurde 1886 errichtet bzw. 1889 geweiht. Der Altar stammt aus dem Anfang des 19. Jahrhunderts und zeigt Maria von der Immerwährenden Hilfe (Maria Schnee). | BDA-Hist.: Q1297569 Status: Bescheid Stand der BDA-Liste: 2025-06-30 Name: Kapelle Maria vom Guten Rat (Eggerkapelle) GstNr.: 1910 Kapelle Maria vom Guten Rat (Hinterbichl, Prägraten am Großvenediger) |
| ja   | Datei hochladen | Mühle am Islitzbach HERIS-ID: 6657 Objekt-ID: 2537 TKK: 16619                        | Hinterbichl 19a, in der Nähe Standort KG: Prägraten am Großvenediger | Bei der Islitzer Mühle handelt es sich um eine eingängige Getreidemühle am Islitzbach. Die Mühle wurde vermutlich im 19. Jahrhundert errichtet, das Mahlwerk wird durch ein oberschlächtiges Zellenschaufelrad angetrieben. | BDA-Hist.: Q37921695 Status: Bescheid Stand der BDA-Liste: 2025-06-30 Name: Mühle am Islitzbach GstNr.: .221 Water mill at Islitzbach, Prägraten am Großvenediger                                        |
| ja   | Datei hochladen | Herz-Jesu-Kapelle samt Ausstattung HERIS-ID: 6656 Objekt-ID: 2536 TKK: 16548         | bei Hinterbichl 26 Standort KG: Prägraten am Großvenediger           | Die Herz-Jesu-Kapelle in Ströden wurde 1893 errichtet und beherbergt einen neugotischen Altar. | BDA-Hist.: Q1614924 Status: Bescheid Stand der BDA-Liste: 2025-06-30 Name: Herz-Jesu-Kapelle samt Ausstattung GstNr.: 1960 Herz Jesu Kapelle (Hinterbichl, Prägraten am Großvenediger)                   |
| ja   | Datei hochladen | Anlage Essener und Rostocker Hütte HERIS-ID: 240296 TKK: 104235seit 2024             | Hinterbichl Standort KG: Prägraten am Großvenediger                  | Die Schutzhütte des Alpenvereins entstand in zwei Phasen: die Rostocker Sektion errichtete ihre steinsichtige Hütte im Jahr 1912. 1958 erfolgte an die damals leerstehende Hütte ein Anbau mit Verbindungstrakt durch die Essener Sektion, der mit Lärchenschindeln ausgekleidet ist. | BDA-Hist.: Q1368700 Status: Bescheid Stand der BDA-Liste: 2025-06-30 Name: Anlage Essener und Rostocker Hütte GstNr.: 2078/3 Essener-Rostocker Hütte                                                     |
| ja   | Datei hochladen | Kath. Pfarrkirche St. Andrä HERIS-ID: 6650 Objekt-ID: 2530 TKK: 16544                | bei St. Andrä 9a Standort KG: Prägraten am Großvenediger             | Die Pfarrkirche Sankt Andrä geht auf eine Kapelle zurück, die bereits im 15. Jahrhundert existierte. Zu Beginn des 16. Jahrhunderts wurde sie erweitert und 1516 neu geweiht. Das Bevölkerungswachstum machte weitere Verlängerungen des Langhauses im 19. und 20. Jahrhundert notwendig. Kennzeichnend für die Prägratner Pfarrkirche ist ein eingezogener Chor, das steile Satteldach und ein im Kern gotischer Nordturm mit spitzbogigen Schallfenstern und Zwiebelhaube. | BDA-Hist.: Q37921424 Status: § 2a Stand der BDA-Liste: 2025-06-30 Name: Kath. Pfarrkirche St. Andrä GstNr.: 2762, 2763 Pfarrkirche Prägraten am Großvenediger                                            |
| ja   | Datei hochladen | Bildstock Roaner HERIS-ID: 6659 Objekt-ID: 2539 TKK: 16556                           | bei St. Andrä 17 Standort KG: Prägraten am Großvenediger             | Der Pfeilerbildstock mit geschwungenem Rundgiebel verfügt über eine schmiedeeisenvergitterte Rundbogennische. In der Nische befindet sich eine Figur des heiligen Johannes von Nepomuk in Anbetung des Kreuzes aus der zweiten Hälfte des 18. Jahrhunderts. | BDA-Hist.: Q37921721 Status: § 2a Stand der BDA-Liste: 2025-06-30 Name: Bildstock Roaner GstNr.: 2693 Roanerstöckl                                                                                       |
| ja   | Datei hochladen | Bildstock hl. Stephanus HERIS-ID: 6661 Objekt-ID: 2541 TKK: 16555                    | St. Andrä 27, in der Nähe Standort KG: Prägraten am Großvenediger    | Der gotisierende Pfeilerbildstock wurde im 19. Jahrhundert in Hinterbichl errichtet und in den 1990er Jahren nach St. Andrä verlegt. Die schmiedeeisenvergitterte Nische beherbergt eine hölzerne Figur des heiligen Stephanus. | BDA-Hist.: Q37921793 Status: § 2a Stand der BDA-Liste: 2025-06-30 Name: Bildstock hl. Stephanus GstNr.: 2749 Bildstock hl. Stephanus (Prägraten)                                                         |
| ja   | Datei hochladen | Kapelle Mariahilf HERIS-ID: 6658 Objekt-ID: 2538 TKK: 16553                          | gegenüber Wallhorn 28a Standort KG: Prägraten am Großvenediger       | Die Mariahilf Kapelle in Wallhorn wurde wahrscheinlich im 17. Jahrhundert errichtet und 1798 nach einer Erweiterung neuerlich geweiht. Der Altar aus der Zeit um 1800 zeigt ein Maria-Hilf-Gemälde des Cranach-Typus. | BDA-Hist.: Q1805924 Status: § 2a Stand der BDA-Liste: 2025-06-30 Name: Kapelle Mariahilf GstNr.: 2627 Kapelle Mariahilf (Prägraten)                                                                      |